# Distretto di Zara

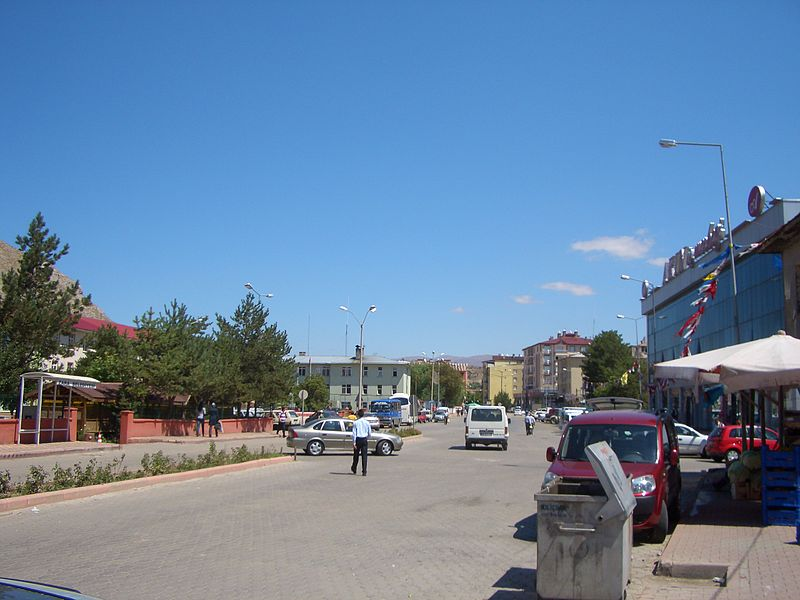
A view from Zara city center

Il distretto di Zara (in turco Zara ilçesi) è uno dei distretti della provincia di Sivas, in Turchia.